# Hironobu Kageyama

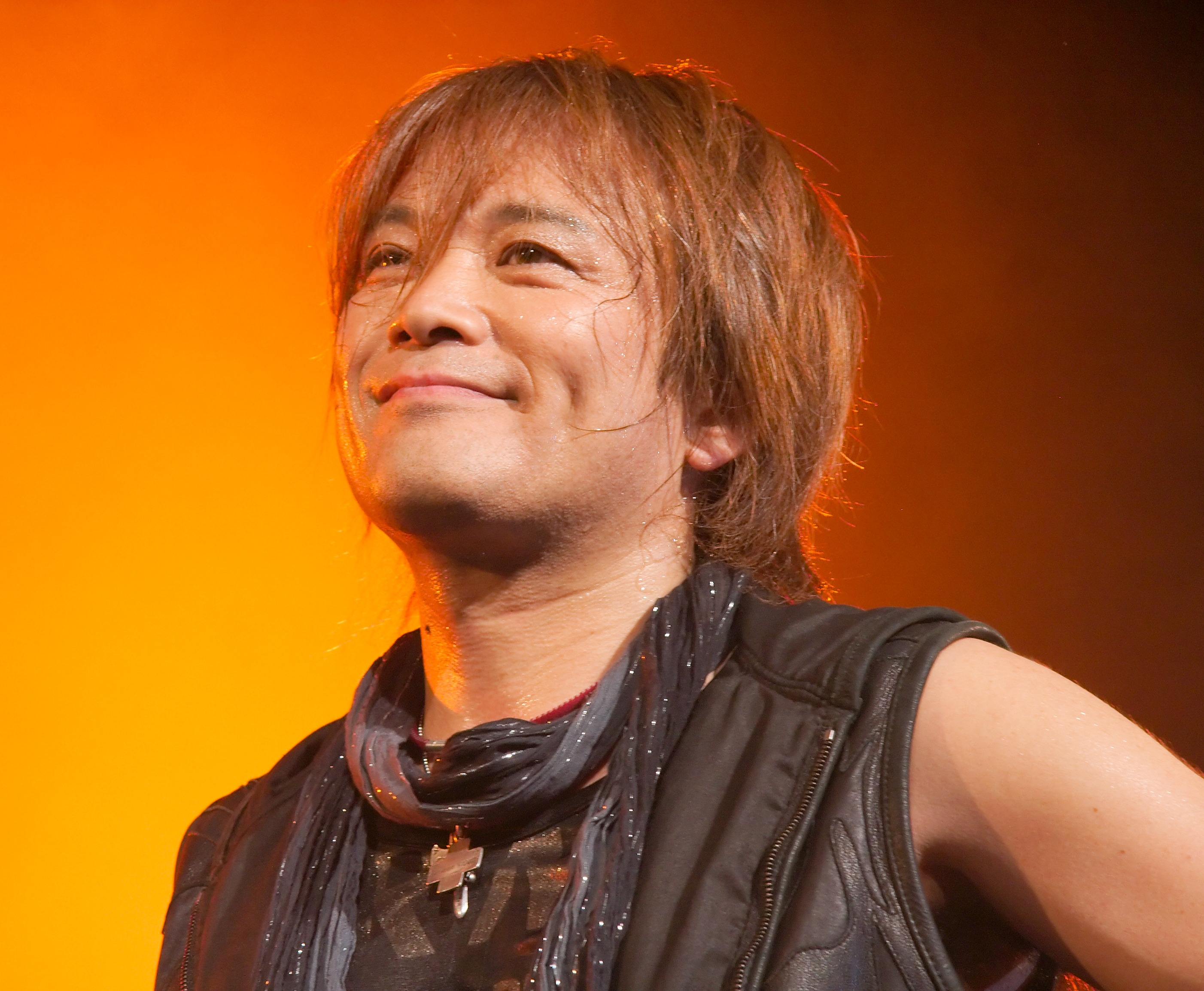
Hironobu Kageyama in 2008

Hironobu Kageyama (Japans: 影山 ヒロノブ, Kageyama Hironobu) (Osaka, 18 februari 1961) is een Japanse zanger en songwriter. Hij maakt sinds de jaren 80 vooral muziek voor televisieseries, zoals Dragon Ball Z en Super Sentai.
Kageyamas muziekcarrière begon in 1977 in de band Lazy, die in 1981 uit elkaar ging. In 1998 maakte de groep een comeback. De band bestaat, naast Hironobu (zang), uit Akira Takasaki (gitaar en zang), Hiroyuki Tanaka (basgitaar en zang), Munetaka Higuchi (drums) en Shunji Inoue (keyboard).

## Televisiemuziek
- Dengeki Sentai Changeman (1985) Zanger titelsong
- Saint Seiya (1986-1989) Zanger titelsong
- Hikari Sentai Maskman (1987) Zanger titelsong
- Dragon Ball Z (1989-1992) Zanger titelsong "Cha-la Head Cha-la"
- Choujin Sentai Jetman (1991) Zanger titelsong en eindtune
- Dragon Ball Z (1993-1995) Zanger titelsong "We Gotta Power" en eindtune "Boku-tachi wa Tenchi Datta"
- Bakusou Kyoudai Let's & Go!! (1996-1997) zanger insertsong ""Get Up V Magnum""
- Bakusou Kyoudai Let's & Go!! Max (1998-1999) zanger titelsong ""Brave Heart"" samen met Masaaki Endoh
- Ninpuu Sentai Hurricanger (2002) Zanger eindtune

## Gamemuziek
- Bakusou Kyoudai Let's & Go!! Eternal Wings (1998) Zanger titelsong ""Brave Heart"" samen met Masaaki Endoh
- Dragon Ball Z: Budokai (2002) Zanger titelsong "Cha-la Head Cha-la"
- Dragon Ball Z: Budokai 2 (2003) Zanger titelsong "Kusuburu Haato Ni Hi O Tsukero"
- Dragon Ball Z: Budokai 3 (2004) Zanger titelsong "Ore wa Tokoton Tomaranai!!"

## Discografie

### Singles
- Cha-la Head Cha-la 2005 (2005) Nieuwe versie van de klassieke Dragon Ball Z titelsong
- We Gotta Power 2005 (2005) Nieuwe versie van de klassieke Dragon Ball Z titelsong

### Albums
- Dragon Ball Z: Budokai 1 & 2 Original Soundtrack (2003)
- Dragon Ball Z: Budokai 3 Original Soundtrack (2004)
- Hironobu Kageyama Best & Live (2004) 2CD Best of compilatie-album
- Golden Best (2004) Best of compilatie-album
- Cold Rain (2005)